# أولاد ميرة
أولا ميرة هي قرية تابعة لجماعة أولاد زيدان القروية التي تقع في إقليم برشيد
يوجد بأولاد ميرة عدة أمكنة، كمسجد التقوى ( الذي قام ببناءه السيد عبد القادر كمالي سنة 2003، وفرعية أولاد ميرة منذ 2002 التي توجد بالقرب من  المسجد المذكور التي